# Liste der Baudenkmäler in Obermeitingen

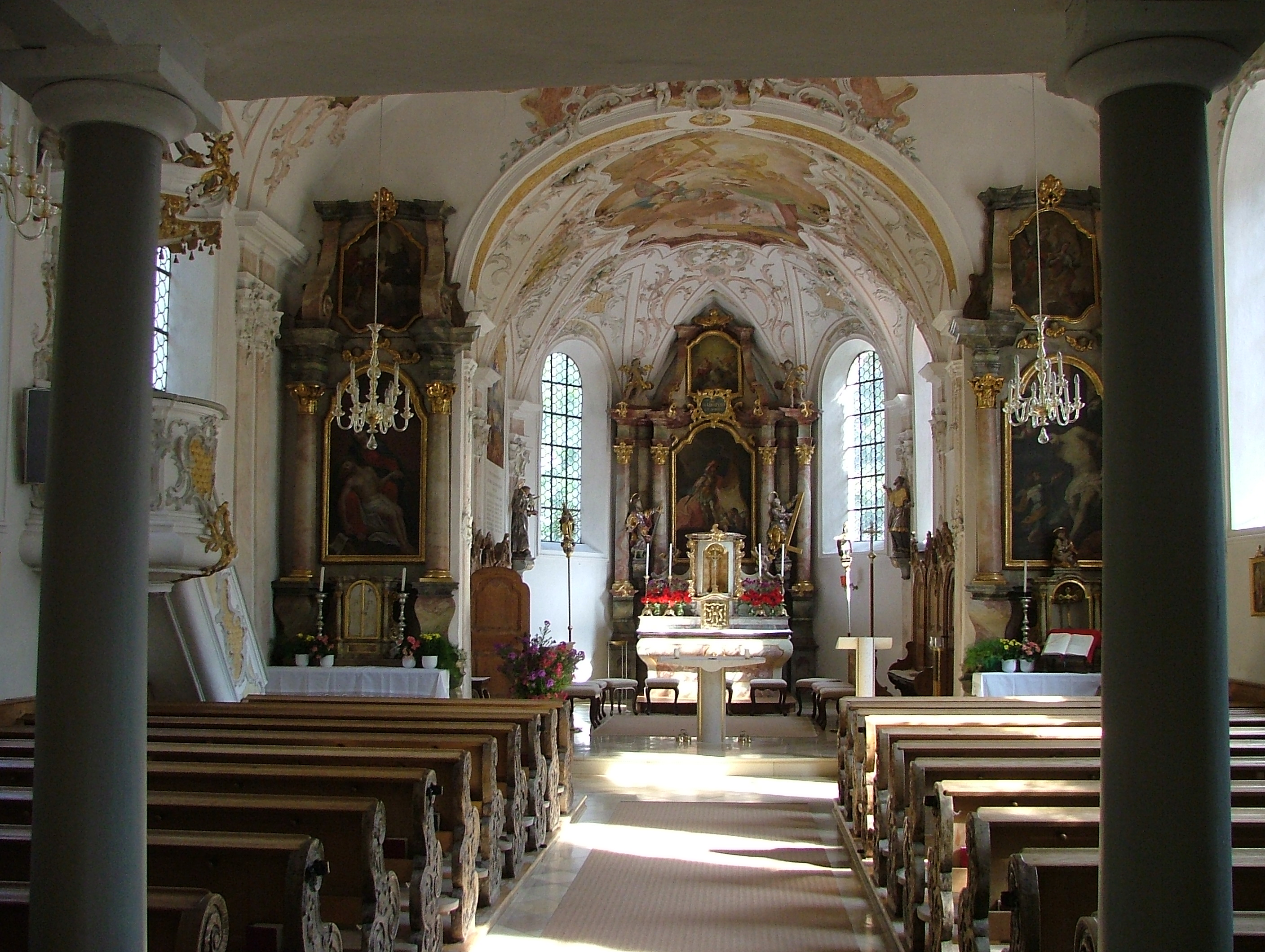
Blick in die Kirche von Obermeitingen

Auf dieser Seite sind die Baudenkmäler in der oberbayerischen Gemeinde Obermeitingen zusammengestellt. Diese Tabelle ist eine Teilliste der Liste der Baudenkmäler in Bayern. Grundlage ist die Bayerische Denkmalliste, die auf Basis des Bayerischen Denkmalschutzgesetzes vom 1. Oktober 1973 erstmals erstellt wurde und seither durch das Bayerische Landesamt für Denkmalpflege geführt wird. Die folgenden Angaben ersetzen nicht die rechtsverbindliche Auskunft der Denkmalschutzbehörde.

## Baudenkmäler nach Ortsteilen

### Obermeitingen
| Lage                      | Objekt                                | Beschreibung | Akten-Nr.    | Bild           |
| ------------------------- | ------------------------------------- | --- | ------------ | -------------- |
| Hauptstraße 16 (Standort) | Bauernhaus                            | Steilsatteldachbau mit Gesimsstücken am Giebel, 3. Viertel 19. Jahrhundert | D-1-81-131-4 | Bauernhaus     |
| Hauptstraße 23 (Standort) | Ehemaliger Grenzstein                 | leicht gerundete Platte aus Rotmarmor mit zwei Wappenreliefs, bezeichnet CB (Churbayern) AB (Bistum Augsburg) 1669; vor dem Rathaus                                                                                  | D-1-81-131-5 | weitere Bilder |
| Kirchberg 5 (Standort)    | Katholische Pfarrkirche St. Mauritius | Saalbau mit eingezogenem Polygonalchor und Chorflankenturm, 1474, umgestaltet um 1760; mit Ausstattung; Nordzug der Friedhofsmauer, unverputzte Backsteinmauer mit abgeschrägten Decksteinen, Mitte 19. Jahrhundert. | D-1-81-131-1 | weitere Bilder |

### Schwabstadl
| Lage                        | Objekt                                                                     | Beschreibung | Akten-Nr.    | Bild                                                                       |
| --------------------------- | -------------------------------------------------------------------------- | --- | ------------ | -------------------------------------------------------------------------- |
| Nähe Schwabstadl (Standort) | Katholische Friedhofskapelle St. Apollonia, jetzt Kriegergedächtniskapelle | einschiffiger Satteldachbau mit polygonaler Apsis und Dachreiter, 1669, erneuert Mitte 18. Jahrhundert; mit Ausstattung; Friedhof, Kriegsgräber, 1870/71, 1914–18, 1939–45. | D-1-81-131-7 | Katholische Friedhofskapelle St. Apollonia, jetzt Kriegergedächtniskapelle |

## Ehemalige Baudenkmäler
In diesem Abschnitt sind Objekte aufgeführt, die früher einmal in der Denkmalliste eingetragen waren, jetzt aber nicht mehr. Objekte, die in anderem Zusammenhang also z. B. als Teil eines Baudenkmals weiter eingetragen sind, sollen hier nicht aufgeführt werden. Aktennummern in diesem Abschnitt sind ehemalige, jetzt nicht mehr gültige Aktennummern.

| Lage                                               | Objekt                | Beschreibung                                                  | Akten-Nr.      | Bild |
| -------------------------------------------------- | --------------------- | ------------------------------------------------------------- | -------------- | --- |
| Obermeitingen Hauptstraße 9 (im Garten) (Standort) | Ehemaliger Grenzstein | mit Relief (Zirbelnuß), 17./18. Jahrhundert                   | D-1-81-131-2 ? | [[Vorlage:Bilderwunsch/code!/C:48.1448,10.806!/D:Hauptstraße 9 (im Garten), Ehemaliger Grenzstein!/\|BW]] |
| Obermeitingen Hauptstraße 34 (Standort)            | Bauernhaus            | mit Steilsatteldach und Giebelgesims, Anfang 19. Jahrhundert. | D-1-81-131-6 ? | BW |